# Medalistki mistrzostw świata w kolarstwie torowym – omnium kobiet
Pełna lista medalistek mistrzostw świata w kolarstwie torowym w omnium kobiet.

## Medaliści
| Rok i miejsce  | Złoto             | Srebro               | Brąz              |
| -------------- | ----------------- | -------------------- | ----------------- |
| 2009 Pruszków  | Josephine Tomic   | Tara Whitten         | Yvonne Hijgenaar  |
| 2010 Kopenhaga | Tara Whitten      | Elizabeth Armitstead | Leire Olaberria   |
| 2011 Apeldoorn | Tara Whitten      | Sarah Hammer         | Kirsten Wild      |
| 2012 Melbourne | Laura Trott       | Annette Edmondson    | Sarah Hammer      |
| 2013 Mińsk     | Sarah Hammer      | Laura Trott          | Annette Edmondson |
| 2014 Cali      | Sarah Hammer      | Laura Trott          | Annette Edmondson |
| 2015 Paryż     | Annette Edmondson | Laura Trott          | Kirsten Wild      |
| 2016 Londyn    | Laura Trott       | Laurie Berthon       | Sarah Hammer      |
| 2017 Hongkong  | Katie Archibald   | Kirsten Wild         | Amy Cure          |
| 2018 Apeldoorn | Kirsten Wild      | Amalie Dideriksen    | Rushlee Buchanan  |
| 2019 Pruszków  | Kirsten Wild      | Letizia Paternoster  | Jennifer Valente  |
| 2020 Berlin    | Yumi Kajihara     | Letizia Paternoster  | Daria Pikulik     |
| 2021 Roubaix   | Katie Archibald   | Lotte Kopecky        | Elisa Balsamo     |
| 2022 Montigny  | Jennifer Valente  | Maike van der Duin   | Maria Martins     |

## Tabela medalowa
Stan po MŚ 2022
| Miejsce | Państwo           |   |   |   | Razem |
| ------- | ----------------- | - | - | - | ----- |
| 1.      | Wielka Brytania   | 4 | 4 | 0 | 8     |
| 2.      | Stany Zjednoczone | 3 | 1 | 3 | 7     |
| 3.      | Holandia          | 2 | 2 | 3 | 7     |
| 4.      | Australia         | 2 | 1 | 3 | 6     |
| 5.      | Kanada            | 2 | 1 | 0 | 3     |
| 6.      | Japonia           | 1 | 0 | 0 | 1     |
| 7.      | Włochy            | 0 | 2 | 1 | 3     |
| 8.      | Dania             | 0 | 1 | 0 | 1     |
| 8.      | Belgia            | 0 | 1 | 0 | 1     |
| 10.     | Hiszpania         | 0 | 0 | 1 | 1     |
| 10.     | Nowa Zelandia     | 0 | 0 | 1 | 1     |
| 10.     | Polska            | 0 | 0 | 1 | 1     |
| 10.     | Portugalia        | 0 | 0 | 1 | 1     |